# Виолле, Поль Мари
Поль Мари Виолле (фр. Paul Marie Viollet; 24 октября 1840, Тур — 22 ноября 1914, Париж) — французский историк.
В 1862 году окончил Национальную школу хартий. После службы в родном городе в качестве секретаря и архивариуса он стал архивариусом в Национальных архивах Франции в Париже в 1866 году, а затем библиотекарем на юридическом факультете Парижского университета. С 1887 года стал членом Академии надписей и изящной словесности. 7 июня 1890 года он был назначен профессором гражданского и канонического права в Национальной школе хартий.
Его работы в основном касались истории права и государственных учреждений, и на эту тему он опубликовал два крупных труда: Droit public: Histoire des institutions politiques et administratives de la France (1890—1898) и Précis de l’histoire du droit français (1886). Выступал против крайностей клерикализма, опубликовал книгу «Непогрешимость Папы и Силлабус» (фр. L'infaillibilité du pape et le Syllabus; 1904), внесённую католической церковью в Индекс запрещённых книг. В то же время, будучи одним из учредителей Лиги прав человека, возникшей в 1898 году на волне Дела Дрейфуса, позднее вышел из её состава ввиду сложившейся резкой антиклерикальной позиции Лиги. Во время Панамского скандала объединил вокруг себя миноритарных вкладчиков для борьбы за их права. Был также известен своими антиколониальными взглядами, основав, в частности, в 1892 году Комитет по охране и защите коренных народов.